# 静脈

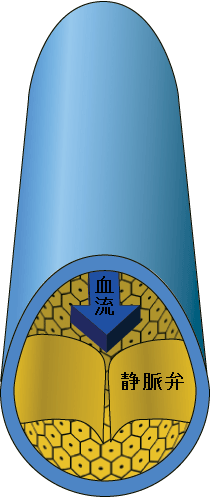
静脈の断面図。

静脈（じょうみゃく、英: vein、ラテン語: venae）は、毛細血管から発生した静脈血を心臓に送るために使われる血管。毛細血管の吻合により細静脈に至り静脈となる。ただし肺静脈のみ、他の静脈とは機能が違い動脈血が流れる。

## 構造・概要
全身の静脈は、肺静脈系と大静脈系に二分される。大静脈系は腸などからの血流を肝臓に運ぶ門脈系を含む。静脈は皮膚からの位置によっていくつかに分類されている。すなわち、筋膜よりも皮膚よりを走行する皮静脈、筋膜下を走る深静脈、両静脈をつなぐ貫通静脈である。深静脈は動脈と一対をなし、解剖学では後脛骨静脈と後脛骨動脈や、最上肋間静脈と最上肋間動脈のように同名が与えられている。
個々の静脈はパイプ状をなし、3層の膜、4種類の組織からなる。内部から血液が流れる内腔、内膜（内皮細胞・静脈弁・基底膜など）、中膜（平滑筋）、外膜である。最も厚い膜は外膜である。動脈は同じく3層の膜組織からなるが、より複雑な構造をとる。すなわち、内腔、内膜（内皮細胞、基底膜、内弾性板）、中膜（平滑筋、外弾性版）、外膜である。静脈は動脈と比較すると、弾性繊維組織を欠くことが特徴である。なお、毛細血管は内皮細胞と基底膜のみからなる。静脈にかかる血圧は動脈と比較すると低いため、動脈に比べると壁は薄い。特に中膜と内膜が薄い。弾性繊維組織を欠くだけでなく、平滑筋や外膜も薄い。

静脈弁　血液の逆流を防ぐ

静脈の多くには逆流防止などのために静脈弁（venous valve）がついている。重力の影響を受ける四肢の静脈では静脈弁は発達するが、内臓の静脈などではこれを欠く。静脈弁閉鎖機能不全に至ると、血液の逆流により、壁の弾力性が失われしだいに断面積が拡大して行く。これを拡張性蛇行静脈と呼ぶ。
静脈血が心臓に向かって流れるのは、肺静脈を除き3種類の圧力を受けるからである。すなわち、心臓の収縮、骨格筋ポンプ、呼吸ポンプである。骨格筋ポンプとは下腿の筋の収縮により、静脈が圧搾されるために生ずる圧力を言う。近位弁と遠位弁、すなわち心臓に近い静脈弁と心臓から遠い静脈弁の間で筋肉の収縮が起こると、2つの弁に挟まれた静脈血が心臓に向かって流れる。呼吸ポンプとは、横隔膜の移動による胸腔圧力の変化を指す。
身体の深部を走る動脈と比べて、静脈の多くは体表の近くを走っており、腕の内側など皮膚の薄い部分を見ると青い血管として観察できる。しかし、外から見える静脈部分を色相分析すると、実際には青色ではなく赤色から黄色の領域を示している。外から見た静脈が青く見える理由として、静脈周辺の皮膚の色を基準とした色相対比の結果、相対的に静脈部分の青波長が強調されるためと考えられる。医学資料などでは、酸素が豊富な血液が流れる動脈を赤色で表現するのに対し、相対的に酸素が少なく二酸化炭素を多く含む暗褐色の静脈血が流れる静脈を青色で表現している。
皮静脈の位置が個人によって異なり、しかもそれぞれに経年変化しないことを利用して、セキュリティに用いる技術（静脈認証）がある。
人工透析を行なう場合、動脈の血流を体表に置くため、腕の内部の動脈から表面の皮静脈にバイパス（内シャント）を作る。その結果として、腕の静脈は腫れ上がったようになる。

## 役割
静脈は、心臓への血液の還流路であると同時に、放熱器官や血液の貯留の役割を担っている。これは循環血量の75％を静脈系が占めていることによる。
また、食物から取り込まれた栄養物を肝臓に供給する門脈循環を担う経路でもある。

## 関連疾患
内圧は低く破裂を起こしにくいため関連疾患はほとんどの場合、静脈瘤などその狭窄に関するものである。静脈を圧迫する典型的な原因に大動脈の拡張、妊娠による子宮の拡大、腹部の悪性腫瘍（大腸がん・腎細胞がん・卵巣がん）がある。まれに排便時のいきみで下大静脈の血流が悪くなり失神することがある。
下大静脈の閉塞は稀であるが、命にかかわり緊急性が高いとされる。深部静脈血栓症や肝移植、大腿静脈のカテーテルなどの医療器具で閉塞を起こすことがある。

## 派生用語
- 資源を加工生産する産業を「動脈産業」と呼ぶのに対し、排出された不要物や製品をリサイクルし循環させる産業を静脈産業と言う[6]。
- 使用済み品や廃棄物を輸送することを静脈物流と言う。